# Hugo Münsterberg
Hugo Münsterberg, född 1 juni 1863 i Danzig, död 16 december 1916 i Cambridge, Massachusetts, var en tysk-amerikansk filosof och psykolog. Han var bror till Oskar Münsterberg.
Münsterberg studerade experimentell psykologi hos Wilhelm Wundt i Leipzig. År 1888 blev han docent i filosofi och 1891 professor vid universitetet i Freiburg. Han blev 1889 vän med filosofen Heinrich Rickert i Freiburg. År 1892 blev han professor vid universitetet i Harvard. Förutom sin omfattande vetenskapliga verksamhet verkade han politiskt för ett närmande mellan Tyskland och USA. Münsterberg var organisatör av den internationella vetenskapliga kongressen vid världsutställningen i Saint Louis 1904. Åren 1910-11 vistades han i Tyskland som så kallad utbytesprofessor mellan dessa länder och var direktör för det amerikanska institutet i Berlin. Som filosof representerade han en värderealism med anknytning till Johann Gottlieb Fichte. 
Münsterberg var ledande inom experimentalpsykologi och utvecklade psykoteknik. I Sverige introducerades psykoteknik genom Psykologi och näringsliv (1917). Häri drog han upp riktlinjerna. 
- Hur skall man finna de mest psykiskt lämpade människorna till en viss arbetsuppgift.
- Vilka psykologiska förhållanden krävs för bästa möjliga arbetsresultat av envar.
- Hur utövar man bäst kontroll över människor i näringslivets intresse.

Syftet var att lyfta fram de lämpligaste personerna och förmå honom/henne att genomföra bästa möjliga arbete för att säkra största möjliga resultat. I USA undersökte han de lämpligaste förutsättningarna för telefonister. I hans efterföljd har lämplighetsprövningar, produktivitetsundersökningar och marknadsföringspsykologi utvecklats.